# كارلوس بيكر
كارلوس بيكر (بالإنجليزية: Carlos Baker)‏‏ (5 مايو 1909 في بيدفورد، مين - 18 أبريل 1987 في برينستون) ناقد أدبي، وصحفي، وروائي من الولايات المتحدة.

## الجوائز
- زمالة غوغنهايم

## روابط خارجية
- كارلوس بيكر على موقع الموسوعة البريطانية (الإنجليزية)